# Luciferasi
Luciferasi è un nome generico dato ad un enzima coinvolto in processi di bioluminescenza. La luciferasi più importante è la luciferasi di lucciola (numero EC 1.13.12.7), presente nella specie Photinus pyralis.

## Tipi di luciferasi
La luciferasi, come già accennato, non è la denominazione di un singolo enzima. Si tratta piuttosto di un termine generico che indica enzimi (in particolare ossigenasi) presenti in numerosi organismi, anche molto distanti filogeneticamente tra loro. Oltre alla già citata luciferasi di lucciola, nella classificazione EC (sotto-sottoclasse EC 1.13.12) sono registrate:
- Cypridina-luciferina 2-monoossigenasi, la luciferasi del crostaceo Cypridina sp.;
- Renilla-luciferina 2-monoossigenasi, del celenterato Renilla reniformis;
- Watasenia-luciferina 2-monoossigenasi, del calamaro Watasenia sp.;
- Oplophorus-luciferina 2-monoossigenasi, del gambero Oplophorus sp..

Nella sotto-sottoclasse EC 1.14.14 figura anche la alcanale monoossigenasi (legata ad FMN), luciferasi batterica presente in Vibrio sp.

## Bioluminescenza
Nelle reazioni di bioluminescenza, la luce è prodotta grazie all'ossidazione di una luciferina (un pigmento) attraverso il coinvolgimento di una molecola di adenosintrifosfato (ATP). La velocità di tale reazione è estremamente lenta se non catalizzata dalla presenza di una luciferasi, coadiuvata anche dalla presenza di ioni calcio. La reazione ha luogo in due passaggi:
luciferina + ATP ⇄ luciferiladenilato + PPi
luciferiladenilato  + O2 ⇄ ossiluciferina + AMP + luce
La reazione è molto efficiente (88% circa): quasi tutta l'energia chimica (come ATP) portata ad essa viene convertita in energia luminosa.
Per questa sua efficienza viene impiegato nella realizzazione di Luci bioluminescenti.

## Utilizzo in biotecnologia
Poiché la bioluminescenza è facilmente saggiabile, il gene della luciferasi di lucciola è spesso usato come gene reporter negli esperimenti di trascrizione e traduzione negli Eucarioti per evidenziare l'effettiva acquisizione di frammenti genici.